# Navahombela
Navahombela es una localidad del municipio de Armenteros, en la comarca salmantina de la Tierra de Alba, en la comunidad autónoma de Castilla y León, España. 

## Demografía
En 2017 Navahombela contaba con una población de 12 habitantes, de los cuales 7 eran varones y 5 mujeres (INE 2017).
| Gráfica de evolución demográfica de Navahombela entre 2000 y 2017                        |
|                                                                                          |
| Fuente: Instituto Nacional de Estadística de España - Elaboración gráfica por Wikipedia. |